# Покостівка
Покóстівка — село в Україні, у Житомирському районі Житомирської області. Населення становить 251 особа.

## Географія
Через село тече річка Шийка, ліва притока Тетерева.
У селі річка Жовта впадає в Шийку.
На південному сході річка Нікоть впадає в Шийку.

## Історія
У 1906 році село Чуднівської волості Житомирського повіту Волинської губернії. Відстань від повітового міста 35 верст, від волості 25. Дворів 19, мешканців 186.
Починаючи з другої половини 1920-х років, радянська влада посилила репресії проти церкви на Житомирщині. Заборонялися релігійні видання, закривалися або навіть руйнувалися церкви, костьоли, синагоги, молитовні будинки. Так, жителі Покостівки та ще кількох навколишніх сіл протестували проти намірів влади перебудувати костьол під школу, а садибу ксьондза — під дитячий садок. Як наслідок 17 селян було поміщено за ґрати і звинувачено у контрреволюційній агітації.
У жовтні 1935 року із села Покостівка до Харківської області, на основі компрометуючих матеріалів НКВС, ешелоном було виселено 29 родин (155 осіб), з них 28 — польських і одна українська. Серед виселених 44 особи чоловічої статі, 54 жіночої, 57 дітей. Натомість на місце вибулих радянська влада переселяла колгоспників-ударників з Київської і Чернігівської областей.